# Kaspers fet-tisdag
Kaspers fet-tisdag (med den alternativa stavningen Kaspers fettisdag) är en pjäs av August Strindberg från 1900. Pjäsen är författarens enda kasperspel.